# Nesolestes angydna
Nesolestes angydna – gatunek ważki z rodziny Argiolestidae.
Owad ten jest endemitem Madagaskaru występującym w północno-wschodniej części wyspy.